# 2001 у науці
2001 рік у науці
У 2001 році в галузі науки і техніки відбулось багато подій, деякі з яких наведено нижче.

## Події

### Астрономія та космос
- 12 лютого –  космічний апарат NEAR Shoemaker  долетів у «сідловий» регіон 433 Ерос, ставши першим космічним кораблем, який приземлився на астероїд.
- 21 червня — сонячне затемнення.
- 8 серпня — НАСА запустило космічний апарат Генезис.
- 15 жовтня — космічний апарат НАСА Галілео пролетів за 112 миль (180 км) від супутника Юпітера Іо.
- 27 листопада — космічний телескоп «Габбл» виявив натрій у атмосфері HD 209458, перші екзопланети, атмосферу яких необхідно дослідити.
- 14 грудня — сонячне кільцеподібне затемнення.

### Біологія
- 8 січня — поява першої тварини з вимираючих видів методом клонування -  Бик гаур по імені Ноа, народився у США в Trans Ova Genetics в Сіу-центр (штат Айова). Але він помер протягом 48 годин від загальної дизентерії.[1][2]
- Січень — в Італії народився другий звір з вимираючого виду методом клонування — європейське муфлонове ягня.[3]
- Лютий — публічно профінансований проект геному людини очолив Френсіс Коллінз. Завдяки підтримці фірми «Селера»  на чолі з Крейгом Вентером було опубліковано розшифровку людського генома (в природі і науці, відповідно).
- 6 квітня — Лінда Партридж та її колеги оприлюднюють свою гіпотезу ролі специфічного гену у старінні тварин.[4]
- 19 квітня — вперше описано карликового трипалого лінивця.[5]
- Крейг Вентер та Марк Адамс заповнюють генетичну карту лабораторної миші.
- Філіп Д. Гінгріх знайшов викопні рештки кита Rodhocetus balochistanensis у провінції Белуджистан у Пакистані[6].

### Хімія
- 15 лютого — Оголошено виробництво капсульно-волокнистого полімерного композитного самоочищального матеріалу[7].

### Інформатика
- 15 січня — в Інтернеті запущено Вікіпедію.
- Може — Тім Бернерс-Лі та його колеги вводять новий термін семантична павутина (Semantic Web)[8].
- 24 серпня — операційна система Windows XP випущена для персонального комп'ютера корпорацією Майкрософт.
- 23 жовтня — компанія Apple Computer представила портативний медіаплеєр першого покоління iPod.
- 1-2 грудня — на конференції, яка була організована у Будапешті (ініціатива відкритого доступу), Інститутом Відкритого Суспільства, зроблена публічна заява про принципи заохочення відкритого доступу до наукової літератури.
- Грудень — випущена  специфікація мови програмування C# programming language.
- представлено перший  квантових комп'ютер 7-кубітний ЯМР в дослідницькому центрі IBM Almaden.
- Розроблений баттербот (віртуальний співрозмовник)  Євген Гостман.
- Вийшов Walkman Circ.

### Медицина
- 2 липня — вперше у світі було імпелементоване штучне серце у Роберта Толсса.
- Описано захворювання базальних гангліїв у дорослому віці, спричинені мутаціями FTL.

### Палеонтологія
- Липень — перші фрагменти  скам'янілого черепа гомініда Тумаі (Сахелантроп; 7 тис. років тому) були знайдені командою під керівництвом Мішеля Брюне у Чаді[9][10].

## Наукові нагороди 2001 року

### Лауреати Нобелівської премії
- Нобелівські премії:
  - Фізика — Ерік Аллін Корнелл, Вольфганг Кеттерле, Карл Е. Віман
  - Хімія — Вільям С. Ноулз, Рьодзі Найорі, К. Баррі Шарплесс
  - Медицина — Х. Ліланд Гартвелл, Тімоті Р. Гант, Пол М. Нерс

### Премія Тюрінга
- Оле-Йохан Даль, Крістен Нюгорд

### Медаль Волластона
- з геології: Гаррі Блекмор Віттінгтон[en]

### Премії НАН України імені видатних учених України
Докладніше: Премії НАН України імені видатних учених України — лауреати 2001 року

### Державна премія України в галузі науки і техніки
Докладніше: Державна премія України в галузі науки і техніки — лауреати 2001 року

## Померли
- 9 лютого — Герберт А. Саймон (нар.. 1916), американський вчений, лауреат Нобелівської премії в галузі економіки.
- 24 лютого — Клод Шеннон (нар.. 1916), американський математик.
- 8 травня — Вільям Штерн (нар.. 1911), англійський ботанік.
- 28 травня — Франсіско Варела (нар.. 1946), чилійський біолог та філософ.
- 4 червня — Лу Цзясі (нар.. 1915), китайський фізикохімік.
- 18 червня — Рене Дюмон (нар.. 1904), французький агроном.
- 9 серпня — сер Алек Скемптон (нар.. 1914), англійський засновник ґрунтознавства та інженер-історик.
- 20 серпня — сер Фред Гойл (нар.. 1915), англійський астроном і письменник-фантаст.
- 31 серпня — Доріс Келлоуей  (нар.. 1923), американський дієтолог.
- 2 вересня — Крістіан Барнард (нар.. 1922), південноафриканський кардіохірург.
- 31 жовтня — Воррен Елліот Генрі (нар.. 1909), афро-американський фізик.
- 30 листопада — Роберт Тоолс (нар.. 1942), американець, якому вперше у світі вживили автономне штучне серце, прожив 151 день без власного серця.
- 5 грудня — Франко Расетті (нар.. 1901), американський фізик-ядерник.
- 12 грудня — Роберт Шоммер (нар.. 1946), американський астроном.